# Fleckender Lärchen-Schmierling
Der Fleckende Lärchen-Schmierling oder Gefleckte Gelbfuß (Gomphidius maculatus) ist eine Pilzart aus der Familie der Schmierlingsverwandten. Sie lebt mit Lärchen in Symbiose und ist vor allem in Gebirgswäldern anzutreffen.

## Merkmale

### Makroskopische Merkmale
Der Hut ist 2–10 cm breit. Die Farbe ist blass fleischgelblich, fleischbraun bis weinbräunlich und dunkelt im Alter nach. Der Hut weist oft schwarzbraune Flecken auf. Die Oberfläche ist mit einer dicken Schleimschicht bedeckt. Tropfen dieses Schleims können eine bernsteinähnliche Farbe haben. Die Lamellen sind erst grauweißlich gefärbt, dunkeln mit der Sporenreife aber nach, bis sie eine grauschwärzliche Färbung besitzen. Sie laufen am Stiel herab. Das Sporenpulver ist dunkel oliv- bis schwarzbraun. Der Stiel ist zylindrisch geformt und am unteren Ende leicht zugespitzt. Er ist auf weißlichem Grund rotbraun bis schwarz punktiert. Das Fleisch ist weißlich, rötet an Schnittflächen und ist in der Stielbasis chromgelb getönt. Die zunächst rötlichen Druckstellen verfärben sich mit der Zeit schwarzbraun.

### Mikroskopische Merkmale
Die Sporen sind spindelig bis lang-elliptisch geformt und messen 19–23 × 6–7,5 Mikrometer. Die keuligen Basidien mit vier Sterigmen sind 48–60 Mikrometer lang und 9–12 Mikrometer dick. Die zahlreichen Cheilo- und Pleurozystiden sind keulig bis keulig-kopfig geformt, hyalin bis braun pigmentiert und messen 90–140 × 15–27 Mikrometer.

## Artabgrenzung
Der Fleckende Lärchen-Schmierling ähnelt vor allem dem eher grauhütigen Großen Schmierling (G. glutinosus), der ausschließlich bei Fichten wächst. Während sein weißes Fleisch bei Verletzung nicht verfärbt, rötet die Trama des Fleckenden Lärchen-Schmierlings bei Berührung oder an Schnittflächen. Der Weinbraune oder Zierliche Lärchen-Schmierling (G. gracilis) rötet dagegen nicht, wird aber von Gerhardt als identisch mit dem Fleckenden Lärchen-Schmierling vermutet.

## Ökologie und Phänologie
Der Fleckende Lärchen-Schmierling ist ein Mykorrhiza-Pilz, der eine enge Lebensgemeinschaft mit Lärchen eingeht. Er wächst insbesondere im Gebirge und ist dort lokal häufig zu finden.
Die einzeln bis gesellig wachsenden Fruchtkörper erscheinen im Spätsommer und Herbst etwa von August bis Oktober.

## Verbreitung
Die Art ist in Europa, Nordamerika und Asien im natürlichen Larix-Areal verbreitet, kommt aber auch in künstlichen Anpflanzungen vor. Sie erscheint in kollinen bis subalpinen Lagen.

## Bedeutung
Der Fleckende Lärchen-Schmierling ist essbar.